# Tournon-Saint-Martin
Tournon-Saint-Martin is een gemeente in het Franse departement Indre (regio Centre-Val de Loire). De plaats maakt deel uit van het arrondissement Le Blanc. Tournon-Saint-Martin telde op 1 januari 2022 1.120 inwoners.

## Geografie
De oppervlakte van Tournon-Saint-Martin bedroeg op 1 januari 2022 25,82 vierkante kilometer; de bevolkingsdichtheid was toen 43,4 inwoners per km².

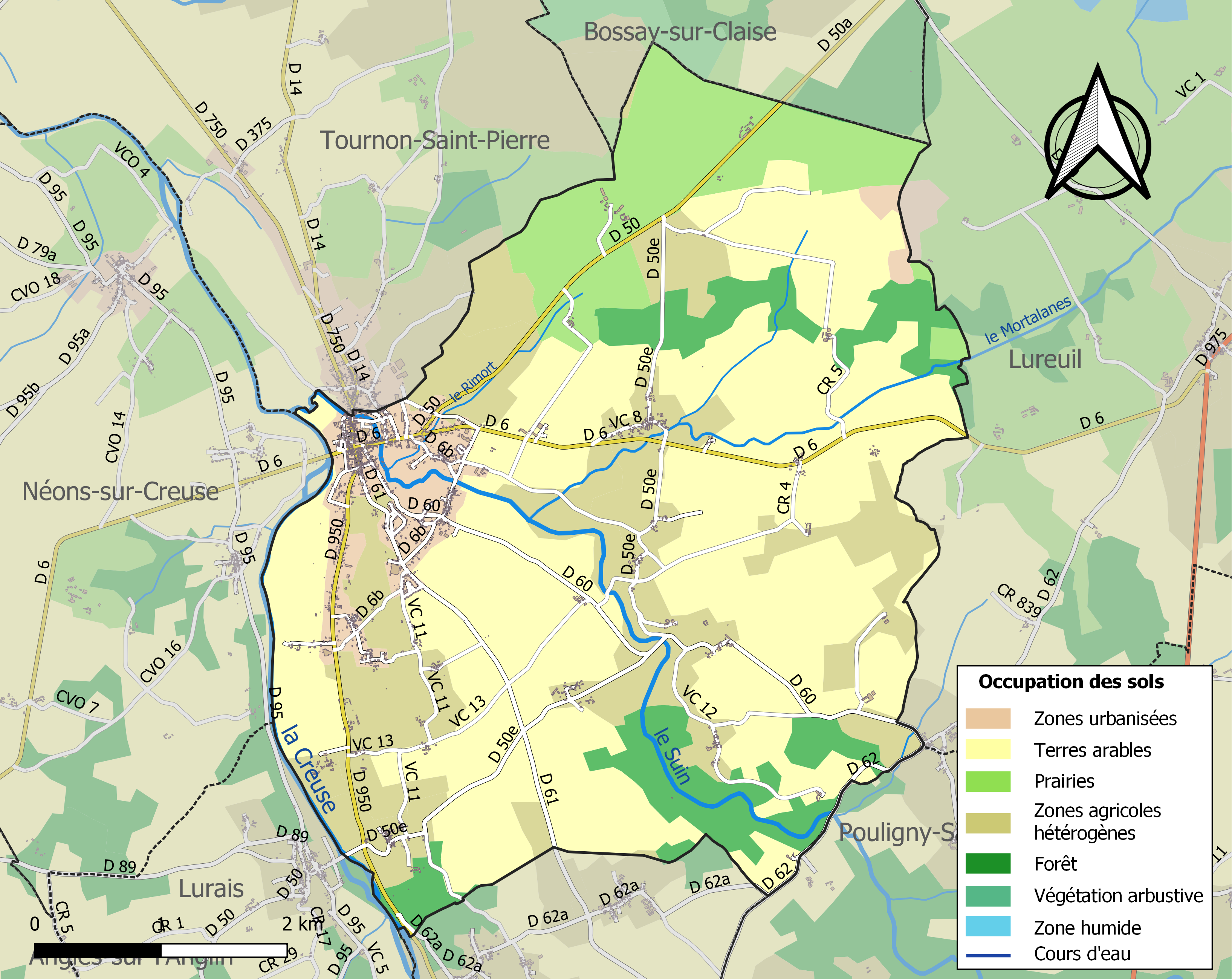
Kaart van de gemeente met belangrijkste infrastructuur, bodemgebruik en omliggende gemeenten

## Verkeer en vervoer
In de gemeente ligt het gesloten spoorwegstation Tournon-Saint-Martin.

## Demografie
Onderstaande figuur toont het verloop van het inwonertal (bron: INSEE-tellingen).

## Afbeeldingen

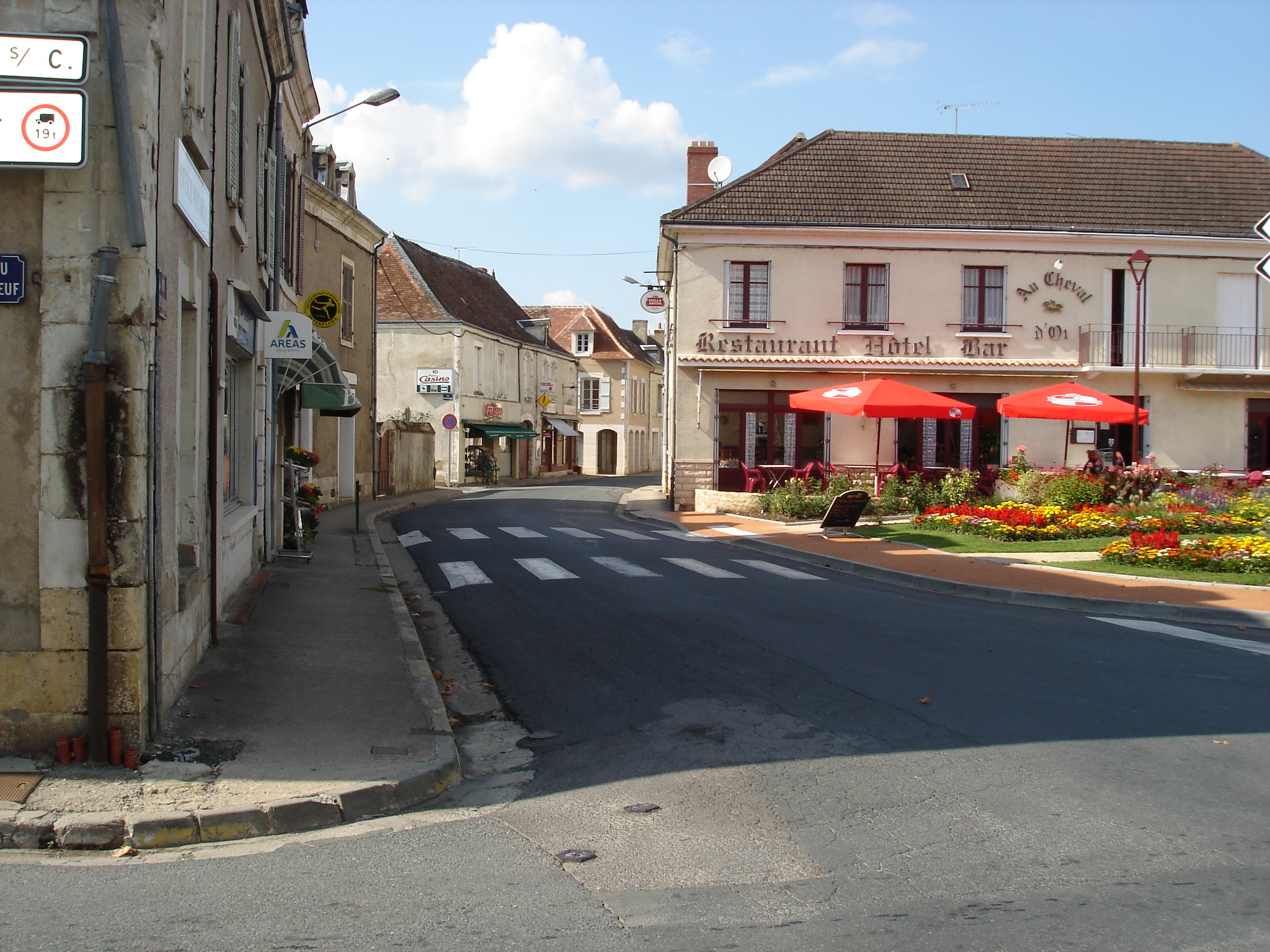
Rue de la Mairie
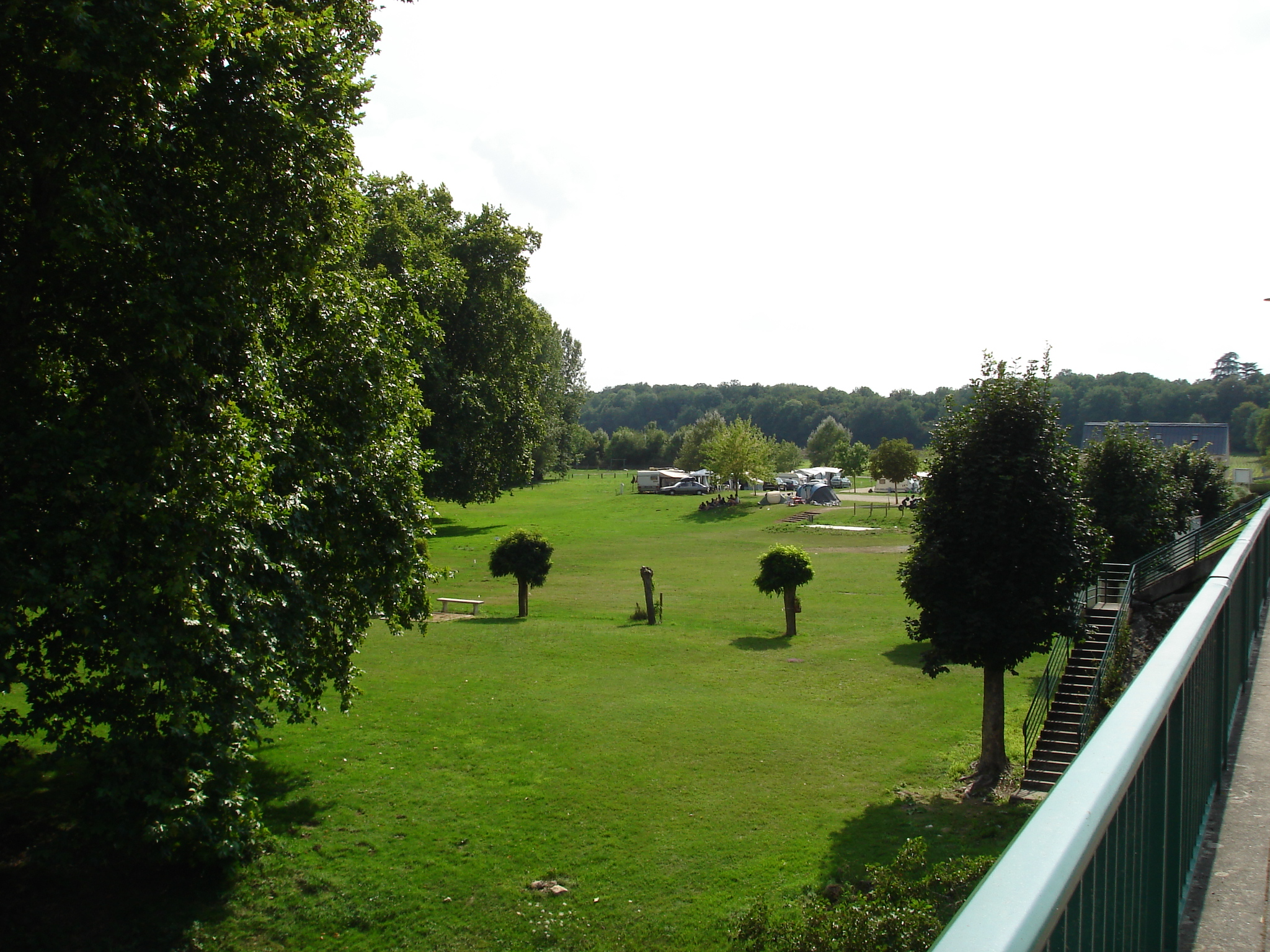
Camping municipal
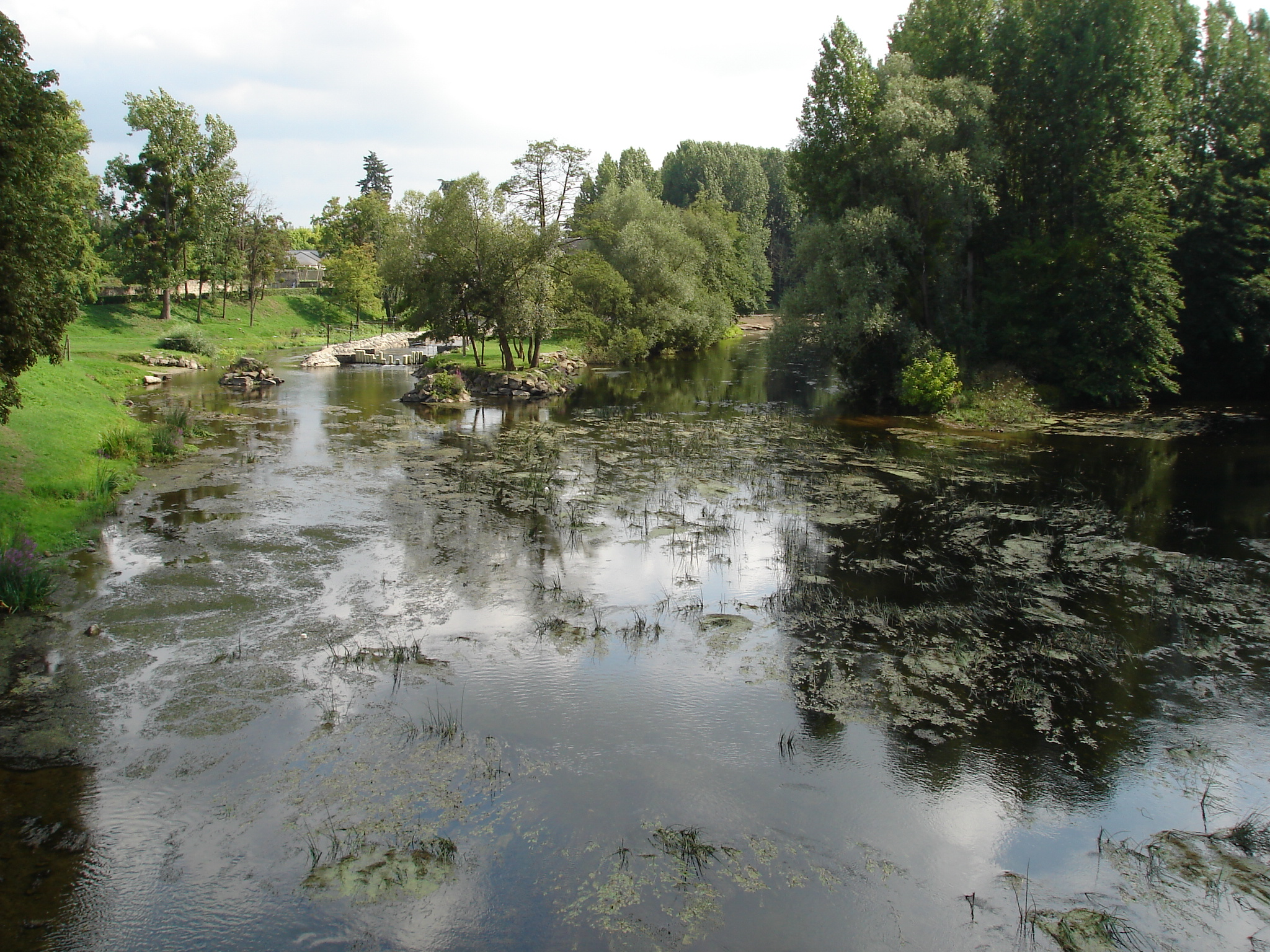
De Creuse bij Tournon-Saint-Martin